# کاساماتسو شو
کاساماتسو شو (به ژاپنی: 笠松将)؛ زادهٔ ۴ نوامبر ۱۹۹۲) بازیگر اهل ژاپن است. از فیلم‌هایی که او در آن نقش داشته‌است می‌توان از کارگردان برهنه نام برد.